# Чиппева-Лейк (Огайо)
Чиппева-Лейк (англ. Chippewa Lake) — селище (англ. village) в США, в окрузі Медіна штату Огайо. Населення — 654 особи (2020).

## Географія
Чиппева-Лейк розташована за координатами 41°4′27″ пн. ш. 81°54′13″ зх. д. / 41.07417° пн. ш. 81.90361° зх. д. (41.074059, -81.903490).  За даними Бюро перепису населення США в 2010 році селище мало площу 0,64 км², з яких 0,64 км² — суходіл та 0,00 км² — водойми.

## Демографія
Згідно з переписом 2010 року, у селищі мешкало 711 особа в 311 домогосподарстві у складі 188 родин. Густота населення становила 1112 особи/км².  Було 404 помешкання (632/км²).
Расовий склад населення:
| - 97,2 % — білих - 0,6 % — чорних або афроамериканців - 0,3 % — корінних американців |

До двох чи більше рас належало 1,1 %. Частка іспаномовних становила 1,4 % від усіх жителів.
За віковим діапазоном населення розподілялося таким чином: 19,7 % — особи молодші 18 років, 67,6 % — особи у віці 18—64 років, 12,7 % — особи у віці 65 років та старші. Медіана віку мешканця становила 42,6 року. На 100 осіб жіночої статі у селищі припадало 104,9 чоловіків;  на 100 жінок у віці від 18 років та старших — 102,5 чоловіків також старших 18 років.
Середній дохід на одне домашнє господарство  становив 68 609 доларів США (медіана — 51 354), а середній дохід на одну сім'ю — 77 401 долар (медіана — 58 958). Медіана доходів становила 40 714 долари для чоловіків та 34 688 доларів для жінок. За межею бідності перебувало 10,9 % осіб, у тому числі 17,9 % дітей у віці до 18 років та 4,5 % осіб у віці 65 років та старших.
Цивільне працевлаштоване населення становило 376 осіб. Основні галузі зайнятості: виробництво — 16,2 %, роздрібна торгівля — 14,1 %, будівництво — 13,8 %.